# Hoțul din Bagdad (film din 1940)
Hoțul din Bagdad (titlul original The Thief of Bagdad) este un film de producție britanică, care a fost turnat sub regia lui Tim Whelan, Ludwig Berger și Michael Powell. El este un film de aventuri care a apărut ca premieră în anul 1940. Turnarea filmului a durat patru ani, filmul fiind premiat pentru efectele speciale cu Premiul Oscar.

## Acțiune
Tânărul calif Ahmed care domnește în Bagdad, caută incognito, noaptea să afle ce gândesc despre el, supușii lui. Califul cade în cursa marelui vizir Jaffar, este declarat nebun, și ajunge să cunoască în închisoare, pe Abu, un hoț tânăr. Cei doi urmează să fie executați, ziua următoare. Califul ajutat de hoț reușește să evadeze și să fugă la Basra. Aici domnește un sultan, care lasă, ca fata lui să fie păzită și ascunsă de privirile bărbaților, iar cei îndrăzneți erau uciși. Tânărul calif se ascunde în grădina sultanului, unde o vede pe fata sultanului, și cei doi tineri se îndrăgostesc. Ziua următoare apare la curtea sultanului, ca pețitor marele vizir, care a devenit între timp noul calif din Bagdad. 
Prințesa reușește să fugă din palatul tatălui, în timp ce hoțul și califul sunt prinși și aduși la sultan. Marele vizir, care poate vrăji, mirosind primejdia, va lua văzul califului și hoțul va fi transformat în câine. Prințesa cade în mâna unui negustor de sclavi, care o vinde sultanului. După mai multe peripeții și încercări la care sunt supuși tinerii îndrăgostiți, în cele din urmă, totul se termină cu bine,  vizirul va primi pedeapsa meritată, numai hoțul nu acceptă oferta califului de a fi numit vizir.

## Distribuție
- Conrad Veidt - marele vizir Jaffar
- Sābū Dastagīr - Abu
- June Duprez - prințesa
- John Justin - Ahmad
- Rex Ingram - dgin (duh)
- Miles Malleson - sultan
- Morton Selten - rege bătrân
- Mary Morris - slujitorul lui Jaffar
- Bruce Winston - negustor
- Hay Petrie - astrolog

## Premii Oscar 1941
- cea mai bună scenografie (color) - Vincent Korda
- cea mai bună imagine color - Georges Périnal
- cea mai bună coloană sonoră - Miklós Rózsa
- cele mai bune efecte speciale - Jack Whitney (I), Lawrence W. Butler

## Vezi și
- Listă de filme fantastice din anii 1940
- Listă de filme de aventură din anii 1940
- Listă de filme pentru copii
- Listă de filme cu ratingul 100% pe Rotten Tomatoes